# Takin’ Back My Love
Takin’ Back My Love ist ein Europop- und R&B-Song aus dem Jahr 2009, den Frankie Storm und Nadir Khayat gemeinsam mit dem Interpreten Enrique Iglesias geschrieben haben. Iglesias nahm das Lied als Duett in drei unterschiedlichen Versionen jeweils mit den Sängerinnen Ciara, Sarah Connor und Tyssem auf.

## Hintergrundinformationen
Produziert wurde das Lied von Frankie Storm und Nadir Khayat. Bis auf die Version mit der Sängerin Tyssem erreichten die Duette Chartplatzierungen. Das Musikvideo zur Single wurde im Januar 2009 in Los Angeles gedreht.
Der Song wurde am 20. März 2009 in Deutschland veröffentlicht. Es handelt sich nach Away um die zweite Singleauskopplung von Iglesias’ Album Greatest Hits.

## Chartplatzierungen
| ChartsChartplatzierungen | Höchstplatzierung | Wochen |
| ------------------------ | ----------------- | ------ |
| Frankreich (SNEP)        | 2 (40 Wo.)        | 40     |
| Schweiz (IFPI)           | 23 (14 Wo.)       | 14     |

| ChartsChartplatzierungen | Höchstplatzierung | Wochen |
| ------------------------ | ----------------- | ------ |
| Deutschland (GfK)        | 9 (12 Wo.)        | 12     |
| Österreich (Ö3)          | 19 (14 Wo.)       | 14     |

## Titelliste der Single
CD-Single (Deutschland)
1. Takinʼ Back My Love (feat. Sarah Connor) (Radio Mix) – 3:50
2. Takinʼ Back My Love (feat. Sarah Connor) (Alternate Mix) – 3:50
3. Takinʼ Back My Love (feat. Sarah Connor) (Video) – 3:57

UK Single
1. Takinʼ Back My Love (feat. Ciara) – 3:51
2. Takinʼ Back My Love (feat. Ciara) (Moto Blanco Radio Mix) – 3:51
3. Takinʼ Back My Love (Video) – 3:57

France Single
1. Takinʼ Back My Love (feat. Tyssem) (Sans LʼOmbre DʼUn Remord) – 3:51
2. Takinʼ Back My Love (feat. Ciara) (Main Version) – 3:51
3. Takinʼ Back My Love (feat. Ciara) (Junior Caldera Club Remix) – 5:20
4. Takinʼ Back My Love (feat. Ciara) (Glam as You Club Mix) – 7:59